# Dringos
Der Dringos (Akronym aus Dr.-Ing Otto Steinitz) war ein experimenteller Eisenbahntriebwagen, der mit Luftschrauben angetrieben wurde.
Der Flugzeugingenieur Otto Steinitz (1886–1964) konstruierte den Dringos-Triebwagen 1919 auf Basis eines Güterwagen-Fahrgestells. Angetrieben wurde der Wagen von zwei ausgemusterten 6-Zylinder-Flugzeugmotoren an den Stirnseiten, die jeweils einen Propeller antrieben.

## Einsatz

Otto Steinitz (Bildmitte, mit hellem Mantel) auf dem von ihm konstruierten Dringos

Am 11. Mai 1919 führte Steinitz auf dem 40 Kilometer langen Streckenabschnitt zwischen Grunewald und Beelitz Testfahrten durch, bei denen etwa 40 Regierungsvertreter (unter ihnen Reichsschatzminister Georg Gothein), Staatsbeamte (darunter Gustav Wittfeld von den Preußischen Staatseisenbahnen) und Abgeordnete der Weimarer Nationalversammlung anwesend waren. Der Dringos erreichte hierbei eine Dauergeschwindigkeit von 60 km/h; auf eine Erprobung bei höheren Geschwindigkeiten wurde wegen der unzureichenden Bremsen verzichtet.

## Vor- und Nachteile
Angesichts der Notlage nach dem Ersten Weltkrieg  – aber auch auf Dauer – versprach man sich vom Konzept wirtschaftliche Vorteile: Die Dringos ermöglichten gegenüber anderen Triebwagenkonzepten eine Gewichtsersparnis sowie eine sinnvolle Weiterverwendung der nach dem Krieg vorhandenen Bestände an Flugmotoren. Daher prognostizierte man zunächst einen baldigen Einsatz sowohl im Personen- als auch im Güterverkehr.
Andere Stimmen betonten die Nachteile, insbesondere den geringen Wirkungsgrad des Propellerantriebs, der durch die Abhängigkeit von der Windrichtung weiter verringert wurde. Außerdem war die Lebensdauer der damaligen Flugmotoren mit 600–800 Stunden kürzer als die anderer Verbrennungsmotoren. Nach einem Dreivierteljahr der Erprobung erkannte die Eisenbahnverwaltung weitere Nachteile: Der Rangierbetrieb war umständlich, und der Antrieb verursachte großen Lärm, weshalb u. a. der Fahrzeugführer akustische Rangiersignale nicht hören konnte. Außerdem hatten Luftströmung und Staubentwicklung negative Auswirkungen nicht nur auf Personen in der Nähe, sondern auch auf die damals mit offener Flamme betriebenen Weichen- und Signallaternen. Der Betrieb war allein aufgrund des vierfachen Treibstoffbedarfs unwirtschaftlich, weshalb die Versuchsfahrten eingestellt wurden. Auch in Österreich wurde das Konzept daher nicht weiter verfolgt, obwohl man wegen der vorhandenen Flugmotoren ursprünglich ebenfalls Interesse gezeigt hatte.

## Ergebnis
Obgleich die Testfahrten erfolgreich waren, rief der propellergetriebene Triebwagen kein Interesse hervor, und der Prototyp blieb ein Einzelstück. Steinitz hatte zwar am 16. Januar 1919 für seine Erfindung eine Patentanmeldung eingereicht und am 19. März 1923 das Reichspatent DE371987C (Durch Luftschrauben getriebenes Eisenbahnfahrzeug) erhalten, doch zu einer Verwertung des Patents kam es nicht.